# Acusana pulchra
Acusana pulchra är en insektsart som beskrevs av Spångberg 1878. Acusana pulchra ingår i släktet Acusana och familjen dvärgstritar. Inga underarter finns listade i Catalogue of Life.